# Caffrowithius aethiopicus
Espèce
Synonymes
- Adelphochernes aethiopicus Beier, 1944

Caffrowithius aethiopicus est une espèce de pseudoscorpions de la famille des Chernetidae.

## Distribution
Cette espèce est endémique d'Éthiopie.

## Description
Caffrowithius aethiopicus mesure de 2 à 2,5 mm.

## Étymologie
Son nom d'espèce lui a été donné en référence au lieu de sa découverte, l'Éthiopie.

## Publication originale
- Beier, 1944 : Über Pseudoscorpioniden aus Ostafrika. Eos, Madrid, vol. 20, p. 173-212 (texte intégral).